# Christian Baudelot
Christian Baudelot (nascut el 9 de desembre de 1938 a París) és un sociòleg francès especialista en l'educació i la sociologia del treball. Va ser deixeble d'Althusser a França conjuntament amb Roger Stablet. És un professor destacat de sociologia al Departament de Ciències Socials a l'École Normale Supérieure i investigador del Centre Maurice Halbwachs.

## Treball i trajectòria
És especialista en educació i sociologia del treball.
És un dels joves francesos que van capitalitzar el clima cultural dels anys 60-70 gràcies a la seva atracció cap a aquesta. Aquests grups d'estudiants s'unien per llegir El Capital amb l'obra teòrica de Louis Althusser, segurament aquest context el va ajudar a construir la seva anàlisi sobre l'escola capitalista a França. Per això defensen que l'efecte de l'educació escolaritzada i la pedagogia hegemònica és reproduir les diferències socials. Podem dir que aquesta primera etapa de la seva vida té una teoria dualista i negativa de l'escola.
Tot i això, després influenciat per la sociologia de Durckheim, lluita contra els prejudicis i abandona més la seva visió marxista.
Actualment, exerceix el càrrec de professor de sociologia del Departament de Ciències Socials a l'École Normale Supérieure (Ulm), on havia sigut alumne també, i és investigador del Centre Maurice Halbwachs (CNRS / EHESS / ENS).
Ha publicat una sèrie de llibres, amb la col·laboració de Roger Establet, que fins al dia d'avui han estat: L'Escola capitalista França (Maspero, 1971), el nivell puja (Seuil, 1989), Anar Noies (Seuil, 1992). Durant la primera part de la seva carrera està proper a la filosofia d'Althusser. El seu treball forma part del paisatge intel·lectual marxista dels anys seixanta i setanta. Les seves obres han inspirat a autors com Pierre Bourdieu i Jean-Claude Passeron (Els hereus, 1964 Reproducció, 1970), per a trencar amb les desigualtats socials reproduïdes a través del sistema escolar.
De 1968 a 1989 va ser professor a l'Escola Nacional d'Estadística i Administració Econòmica (ENSAE). Ajuda a difondre la sociologia de la cultura als futurs investigadors sociològics estadístics de l'Institut Nacional d'Estadística i Estudis Econòmics (INSEE), però sobretot a construir un enfocament reflexiu en els fonaments teòrics de la producció d'estadístiques a França. Durant la segona part del seu treball, la ideologia marxista es fa menys present i deixa lloc a una sociologia Durkhemiana de lluita contra els prejudicis. Les obres són: El nivell puja (amb Roger Establet, Seuil, 1989) i, no obstant això, llegeixen (amb María i Christine Cartier Detrez, Seuil, 1999), El suïcidi. L'altra cara del nostre món (amb Roger Establet, Seuil, 2006).

## Ideologies de l'escola
L'escola capitalista a França, de Christian Baudelot i Roger Establet, engloba els resultats extrets d'una investigació sobre el sistema educatiu francès d'entre els anys 1965 i 1975. A partir d'aquí, ha aportat qüestions generals sobre l'educació i les relacions socials que té aquesta amb el sistema capitalista. Els dos autors parlen sobre la separació existent el dia d'avui entre països rics i pobres, deixant de banda la classe obrera i considerant que una bona escolarització va relacionada amb la gent més rica.
Juntament amb Establet explica que l'escola és un aparell ideològic de l'Estat, com un instrument de la lluita de classes marcat per les condicions històriques del país. Així, l'escola produeix les divisions que després es reprodueixen en el camp del treball. Creuen que les escoles capitalistes del món tenen trets comuns com el domini de la ideologia burgesa. Per això, defensen que hi ha dues xarxes escolars a les escoles capitalistes a tot el món.
- Primària Professional: Escoles pels fills de la classe dominada, és a dir, del 75% dels infants. Està dominada per la seva base, és a dir, el contingut és molt concret i destinat al camp pràctic; per tant, ja ensenyen els continguts per a seguir en la mateixa cultura empobrida i condicionar el seu futur. Les pràctiques escolars de les PP són de repetició, d'insistència. El seguiment d'aquestes escoles són les escoles d'ensenyança tècnica, com els centres especials de treball (CET)[6] que proporcionen feines -qualificades- d'obrers, són ensenyances simples i molt concretes. Per tant, aquesta xarxa primària professional permet un accés a un sector secundari en el mercat laboral.[7]
- Secundària Superior: Escoles pels fills de la classe dominant, per tant, un 25% dels infants de la població. Està dominada pel fi, és a dir, el contingut de les SS és més abstracte i destinat al camp teòric per tal de formar les futures persones de la classe dominant, amb una ideologia marcada en aquesta diferència de les dues classes. Les pràctiques escolar de les SS de continuïtat i progressivament graduades, és a dir, és una seqüència de coneixements, no valen per si sols. En aquesta primarà el reconeixement d'estudiants brillants, distingits, elegants, magistrals i amb bon gust; és a dir, es fa una selecció a través de la competència. A la universitat se certifiquen aquests coneixements especialitzats i es dona aquest estatus alt. Al futur aquestes persones seran les encarregades de les tasques de creació i planificació, és a dir, seran els/les futurs/es governadors/es, polítics i empresaris/es.[8] Per tant, aquesta xarxa secundària superior permet un accés a la cultura.

També consideren important el paper que té el llenguatge en aquesta divisió de classes, defensen que els alumnes de classes baixes tenen majors problemes amb la lectura i l'escriptura al primer any, i que en canvi, a l'escola de les SS es reforça molt la norma culta.
Un exemple molt clar és que el contingut a les PP s'explica el càlcul (més pràctic) i en canvi, a les SS s'explica són les matemàtiques en si.
A més, s'estableixen les funcions de l'escola:
- Inculcació de la ideologia burgesa dominant.
- Assegurar que l'alumnat assimila el fracàs o l'èxit escolar com a resultat de la seva capacitat individual.
- La igualtat en l'escola és una falsa creença.

En resum, creu que l'escolaritat bàsica obligatòria no acaba amb la divisió de classes socials, sinó que les profunditza; i de fet, considera l'escola, els professors i els/les alumnes víctimes de la societat.

## Divisió social del treball
El seu principal objectiu és parlar sobre la separació escolar, allunyar la institució de l'escola de la producció. La seva teoria és que l'escola s'adapta als imperatius del mercat capitalista, formant així a individus que, de manera inconscient, porten incorporats referents i qualitats concretes que es necessiten per a ser membres de les relacions d'explotació capitalista. D'aquí surt l'ambició que tenen molts estudiants quan surten al mercat laboral, de voler ser els líders, o estar en constant competència en tot moment. Però això, només es veu en els estudiants que formen part de les famílies dominants. D'altra banda, si el sistema considera que et falta qualificació formativa, per no haver tingut les mateixes oportunitats que la classe dominant, segurament acabaràs en treballs poc valorats per les classes altes. És a dir, l'escola afavoreix que les desigualtats socials augmentin. L'autor ho deixa molt clar amb aquesta cita: “La escuela es una escuela de clase porque se esfuerza en prohibir a los niños obreros adquirir, organizar y formular la ideología que el proletariado necesita”.
Christian Baudelot creu que reconèixer i denunciar les injustícies i realitats de l'escola no és suficient. El discurs de sempre de que "l'escola es diu laica, democràtica, gratuïta, etc. però a la realitat no ho és", no serveix per res, ja que si no canvia la base real sobre la qual funciona l'escola, no pot canviar aquesta institució. Aquesta base és la divisió de classes dins de la societat, i el domini de la burgesia sobre el proletariat.

## Publicacions
- Introducció, edició, traducció i notes: Edward Sapir, Anthropologie, t. 2, París, Éditions de Minuit,"sentit comú", 1967
- Roger Establet L'escola capitalista França, Paris, Maspero, 1971.
- Amb Roger Establet i Jacques Toises La petita burgesia a França, Paris, Maspero, 1974.
- Establet amb Roger, l'Escola Primària Divisió, París, Maspero, 1975.
- Amb Roger Establet i Jacques Places, Qui treballa per a qui? París, Maspero, 1979.
- Els sous a França des de 1950 a 1975, París, Quadern rectangle, INSEE, 1979.
- Benoliel en contacte amb Roger, i Roger Establet Cukrowicz Hubert, estudiants, ocupació, crisi, París, Maspero, 1981.
- Baixos salaris 1970-1985, París, Arxius i Documents, N º 25, INSEE, 1981.
- L'evolució dels salaris 1970-1975, París, les col·leccions de l'INSEE, sèrie M, No. 102-103, 1983(tesi per al Doctorat d'Estat, 1982).
- Establet amb Roger, Durkheim i el suïcidi, Col·lecció Filosofies, París, PUF, 1984.
- Establet amb Roger, el nivell puja, París, Li Seuil, 1989.
- Establet amb Roger, Anar Noies, París, Li Seuil, 1992.
- Establet amb Roger, Maurice Halbwachs, Consum i Societat, París, Col·lecció Filosofies, PUF,1994.
- Cartier i Marie Christine Detrez I, no obstant això, que llegeixen ..., París, Li Seuil, 1999.
- Establet amb Roger, té 30 anys el 1968 i 1998, París, Li Seuil, 2000.
- Michel Gollac, Céline BESSIERE, Isabelle Coutant, Olivier Godechot, Delphine Serre, FrédéricViguier, treball per ser feliç? París, Fayard, 2003.
- Roger Establet Suïcidi, l'envers de notre monde, París, Li Seuil, 2006.
- Establet amb Roger, Què hi ha de nou les nenes? París, Nathan, 2007. (ISBN 978-2092780831)
- Amb Olga Baudelot, un passeig de salut, París, estoc, 2008. En la presentació d'informes sobre la vida de les idees
- El nivell educatiu puja, (amb Establet) 1998. Madrid, Morata.